# 瓦洛厄河
瓦洛厄河位於美國奧勒岡州東北部，為格蘭德隆德河（Grande Ronde River）的一條支流，長約55英里（89千米）。瓦洛厄河在瓦洛厄山脈北部的哥倫比亞高原（Columbia Plateau）上沖刷形成了一個山谷。

## 流域

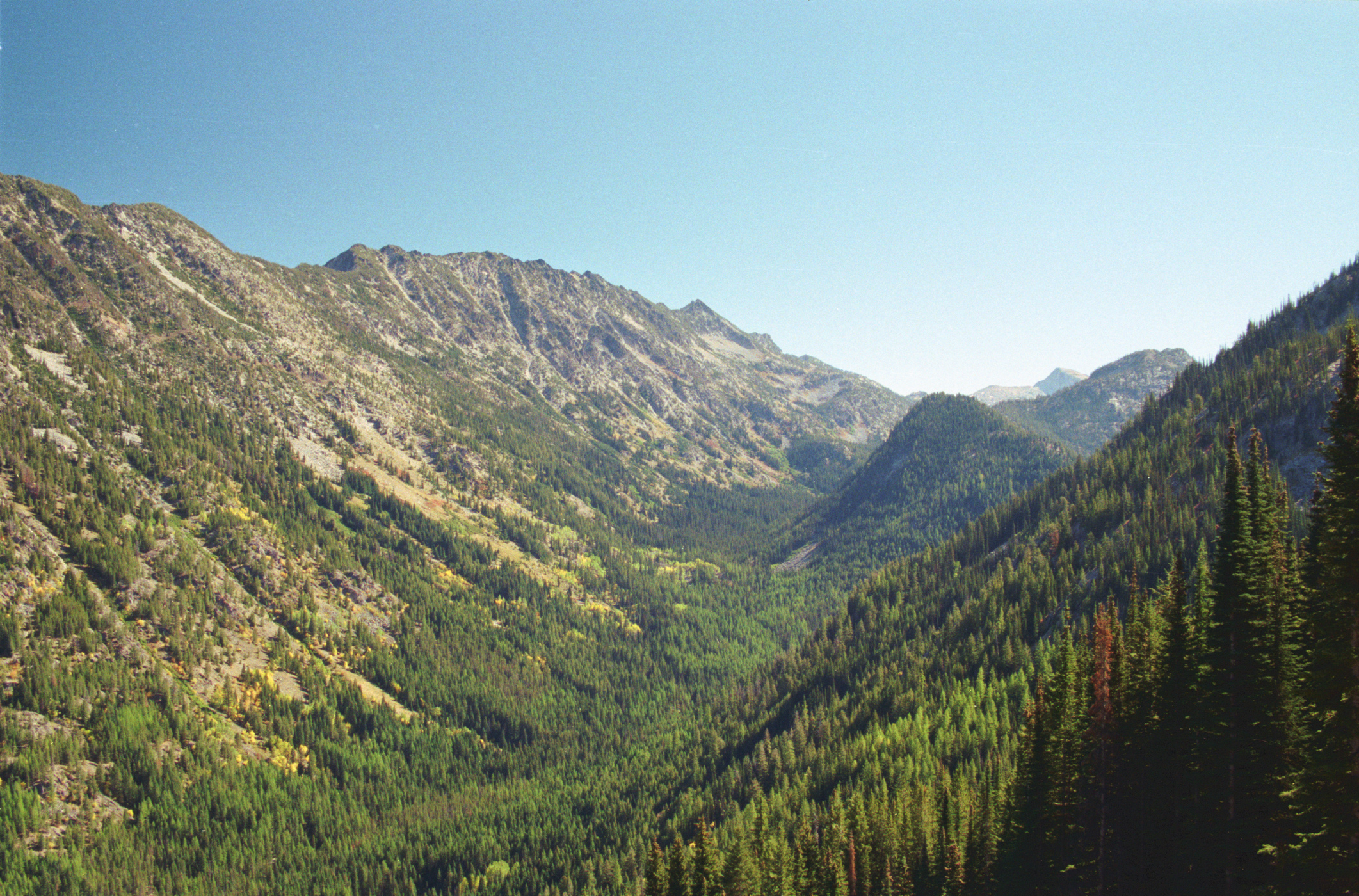
瓦洛厄河的支流洛斯廷河（Lostine River）

瓦洛厄河起於其東西兩側支流的匯集處，位於瓦洛瓦縣以南的瓦洛瓦-惠特曼国家森林附近的瓦洛厄湖（Wallowa Lake）。河水大致沿西北方向流經山谷，在穿過約瑟夫（Joseph）、恩特普賴斯（Enterprise）和洛斯廷（Lostine）后，與支流洛斯廷河（Lostine River）匯合。其後瓦洛厄河再經過瓦洛厄城（Wallowa City），與西側的彌念河（Minam River）合流，之後進入格蘭德隆德河（Grande Ronde River），並最終匯入斯內克河（Snake River）。

## 外部連結
- 维基共享资源上的相關多媒體資源：瓦洛厄河